# グッドデザイン賞
グッドデザイン賞（グッドデザインしょう、GOOD DESIGN AWARD）は、公益財団法人日本デザイン振興会の主催で、毎年デザインが優れた物事に贈られる賞であり、日本で唯一の総合的デザイン評価・推奨の仕組みである。
工業製品からビジネスモデルやイベント活動など幅広い領域を対象とし、これまでの総受賞対象数は5万件以上にのぼる。2024年（令和6年）の応募総数は5,773点であり、毎年の授賞点数はおよそ700点から1,400点になる。デザイン盗用問題を背景に通商産業省（現・経済産業省）が1957年（昭和32年）に創設したグッドデザイン商品選定制度を前身とする。この賞の受賞率は30%を越えており、第三者からの推奨ではなく当事者による出費を伴う応募製品の中から選定される賞である。

## 賞の内容

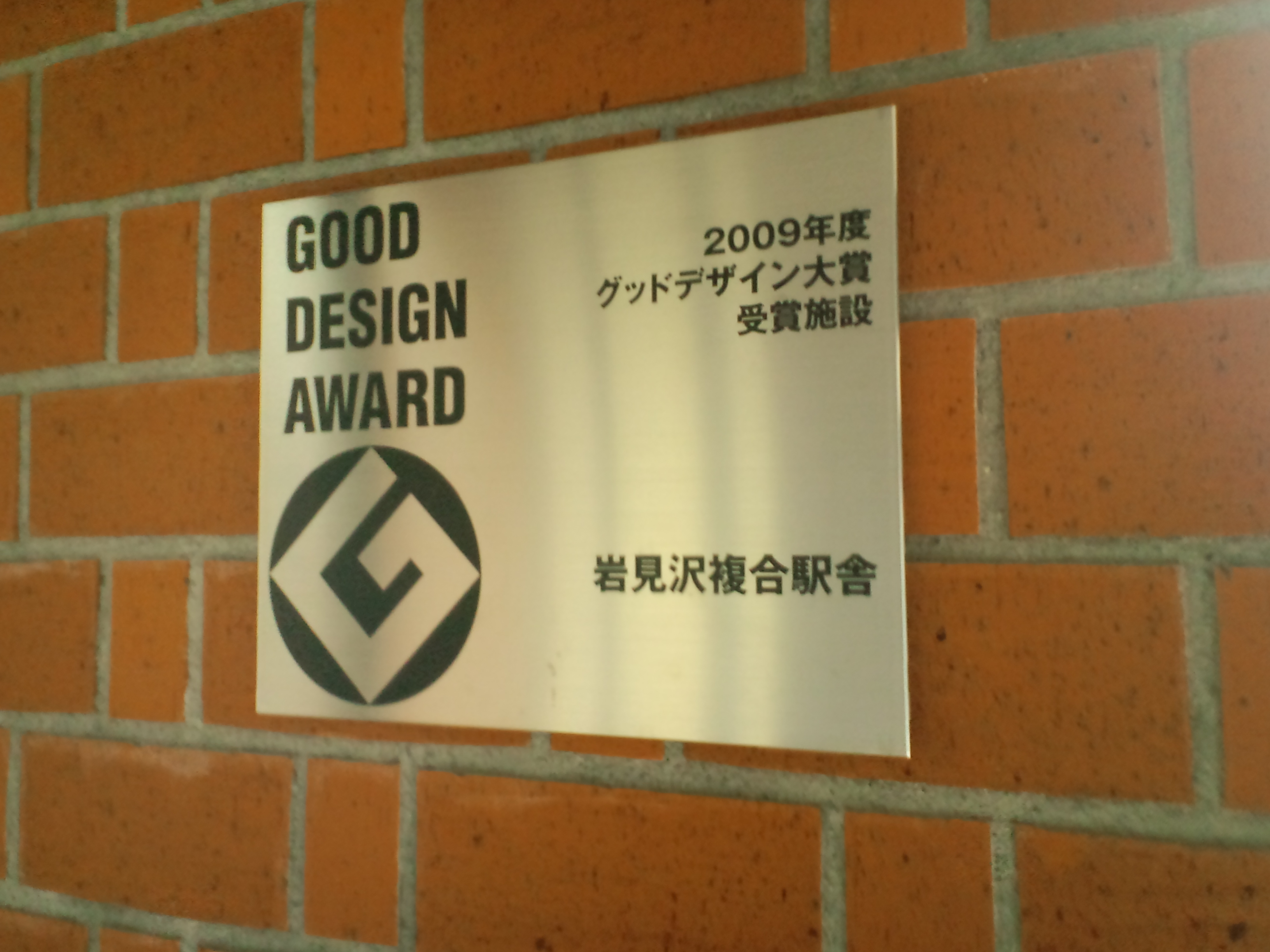
大賞の受賞記念プレート（岩見沢複合駅舎）

この賞は、生活や産業ひいては社会全体の発展を目的としているため、新しさや高度さ、価値観の創造や社会貢献などで評価を得る必要がある。地球環境などに特別に配慮したものには、サステナブルデザイン賞などの特別賞が用意されている。毎年、投票によって最も優れたものを決定し、投票数の最も多かった対象にグッドデザイン大賞が贈られる。
元々は審査員のみによる投票で選ばれていたが、2011年（平成23年）度より一般の投票も受け付けるようになった。グッドデザイン大賞は、2007年（平成19年）度より『内閣総理大臣賞』と位置付けられ、政府から授与される形式をとっているため、得票数が多くても日本国政府の承認が無ければ認められず、政府が授与を拒否すれば2013年（平成25年）度のように該当無しとなる場合もある。
1次審査に応募するためには1万円が必要であり、それを通過すれば5万5千円の審査料も必要となる。2次審査を通過し、晴れて受賞となれば展覧会への出展で11万5千円、年鑑への掲載料が3万円と定められている（いずれも消費税別、2014年費用）。
審査員はデザイナーや建築家などが務め、審査の中心となる2次審査は東京国際展示場で行う。また、審査終了後には会場をグッドデザイン・プレゼンテーション展示会として一般公開する。2006年（平成18年）には、3日半で学生や家族連れを含め約4万1000人が来場した。
受賞率は約30%ほどであり、2005年（平成17年）の公式記録では3,010件の審査対象に対して、受賞数が1,158件となっている。特徴としては、特別賞や金賞が審査によって選ばれるのに対し、「大賞」は投票によって選ばれる。グッドデザイン大賞は、2005年（平成17年）度以降2010年（平成22年）度まではベスト15の中から選ばれ、大賞に漏れた場合は金賞となっていた。
社会全体の発展に対する活動の一環として、2007年（平成19年）度より受賞情報に対しクリエイティブ・コモンズを導入している。
2012年（平成24年）より、グッドデザイン賞の関連の賞として「明日を切り拓く力を持ったデザイン」および「未来を示唆するデザイン」として高く評価された物および人物に対して、グッドデザイン特別賞の位置付けである「グッドデザイン・ベスト100」が新設された。

### 賞の変遷
- 1965年（昭和40年） 「繊維部門」を新設。
- 1966年（昭和41年） 「陶磁器部門」を新設。
- 1971年（昭和46年） 「住宅設備部門」を新設。
- 1977年（昭和52年） 20周年を記念して通商産業大臣賞、中小企業庁長官賞などが選定される。
- 1980年（昭和55年）
  - グッドデザイン商品選定、通商産業省貿易局長選定から通商産業大臣選定となる。
  - 「グッドデザイン大賞」、「グッドデザイン部門別大賞」、「ロングライフ特別賞」の特別賞を制定。
- 1984年（昭和59年） 
  - 対象領域を「全ての工業製品」へ拡大。部門を13部門へと再編。
  - 特別賞に「グッドデザイン外国商品賞」、「グッドデザイン中小企業商品賞」を追加。「ロングライフ特別賞」を「ロングライフデザイン賞」に改名。
  - 消費生活アドバイザーによる推薦を開始し、1997年（平成9年）度まで実施。
- 1985年（昭和60年） 特別賞に「グッドデザイン福祉商品賞」を追加。
- 1990年（平成2年） 特別賞に「グッドデザインインターフェイス賞」、「グッドデザイン景観賞」を新設。
- 1991年（平成3年）
  - 特別賞に「日本産業デザイン振興会会長賞 - 地球にやさしいデザイン - 」を新設。
  - 「グッドデザイン部門別大賞」を「グッドデザイン部門賞」、「グッドデザイン中小企業商品賞」を「グッドデザイン中小企業庁長官特別賞」に改名。
- 1994年（平成6年）
  - 「施設部門」を新設。
  - 「グッドデザイン福祉商品賞」を「グッドデザイン福祉賞」に改名。
- 1996年（平成8年）
  - 「グッドデザイン部門賞」を「グッドデザイン金賞」に改名。
  - この年のみ「日本産業デザイン振興会会長賞 - 家庭用メディア機器・ユーザーインストラクション - 」を制定。
- 1997年（平成9年）
  - 「グッドデザイン福祉賞」、「グッドデザインインターフェイス賞」、「日本産業デザイン振興会会長賞 - 地球にやさしいデザイン - 」、「グッドデザイン景観賞」を廃止。
  - 特別賞に「ユニバーサルデザイン賞」、「インタラクションデザイン賞」、「エコロジーデザイン賞」を新設。
- 1998年（平成10年）
  - グッドデザイン賞審議委員会を設置（2009年（平成21年）度まで継続）。
  - 「グッドデザイン外国商品賞」を廃止。
- 1999年（平成11年）
  - 部門編成を使用シーンに基づいて再編成。新たに「テーマ部門」を設置。審査を「一次審査（書類審査）」、「二次審査（現品審査）」の二段階方式に変更。
  - 特別賞に「アーバンデザイン賞」を新設。
- 2000年（平成12年）
  - 「施設部門」を「建築・環境デザイン部門」、「テーマ部門」を「新領域デザイン部門」に改名。
  - 特別賞に「デザインマネージメント賞」を新設。この年のみ「年度テーマ賞」を制定。
- 2001年（平成13年）
  - 二次審査会終了後に実施していた内覧会をデザインフェア「グッドデザイン・プレゼンテーション」としてイベント化。
  - 「コミュニケーションデザイン部門」を新設。「アーバンデザイン賞」を廃止。
  - この年のみ「メディアデザイン賞」を制定。
- 2002年（平成14年）
  - グッドデザイン大賞の選出方法を投票方式に変更。
  - 「パーソナルユース商品部門」、「ファミリーユース商品部門」、「ワーキングユース商品部門」、「ソーシャルユース商品部門」を「商品デザイン部門」として統合。
  - 「デザインマネージメント賞」を廃止。「日本商工会議所会頭賞」を新設。
- 2003年（平成15年）
  - 「審査委員長特別賞」を制定（当年のみ）。
  - 当年から2005年（平成17年）度まで、グッドデザイン賞「アセアンセレクション」を設定。
- 2005年（平成17年）
  - 応募領域を「国内市場向けのみ」から、販売地域を問わない方式に変更。
  - 当年のみ「審査委員長特別賞」を制定。
- 2007年（平成19年） グッドデザイン大賞が経済産業大臣賞から内閣総理大臣賞となる。
- 2008年（平成20年）
  - それまでの部門制を廃止。「身体・生活」、「産業・社会」、「移動・ネットワーク」、「新領域」の領域毎に審査ユニットを再編成。
  - グッドデザイン賞審査理念を制定。
  - 「グッドデザイン中小企業庁長官特別賞」を「グッドデザイン中小企業庁長官賞」に改名。
  - 「ユニバーサルデザイン賞」、「インタラクションデザイン賞」、「エコロジーデザイン賞」を廃止。特別賞「サステナブルデザイン賞」、「ライフスケープデザイン賞」を新設。
  - ロングライフデザイン賞はユーザーによる推薦制度へ移行。
- 2009年（平成20年）
  - 応募時にカテゴリー選択を行い、カテゴリー毎に審査ユニットに振り分ける方式に変更。領域を「身体」、「生活」、「仕事」、「社会」、「ネットワーク」の5領域に再編。
  - 特別賞「フロンティアデザイン賞」を新設。
- 2011年（平成23年） 「ライフスケープデザイン賞」を廃止。
- 2012年（平成24年）
  - 「ロングライフデザイン賞」を「グッドデザイン・ロングライフデザイン賞」、「グッドデザイン中小企業庁長官賞」を「グッドデザイン・ものづくりデザイン賞」、「日本商工会議所会頭賞」を「グッドデザイン・地域づくりデザイン賞」、「サステナブルデザイン賞」を「グッドデザイン・サステナブルデザイン賞」に改名。
  - 特別賞に「復興デザイン賞」を新設。
- 2013年（平成25年）
  - 「グッドデザイン・サステナブルデザイン賞」を廃止。特別賞に「グッドデザイン・未来づくりデザイン賞」を新設。
  - グッドデザイン賞「メコンデザインセレクション」を開始。
- 2015年（平成27年） テーマごとに新たな兆しを発見する「フォーカス・イシュー」制度を設置。
- 2016年（平成28年） 「グッドデザイン・ロングライフデザイン賞」を「ロングライフデザイン賞」、「グッドデザイン・ものづくりデザイン賞」を「グッドデザイン特別賞［ものづくり］」、「グッドデザイン・未来づくりデザイン賞」を「グッドデザイン特別賞［未来づくり］、「グッドデザイン・地域づくりデザイン賞」を「グッドデザイン特別賞［地域づくり］」、「復興デザイン賞」を「グッドデザイン特別賞［復興デザイン］」に改名。
- 2018年（平成30年） 「グッドデザイン特別賞［ものづくり］」を「グッドフォーカス賞 [技術・伝承デザイン]」、「グッドデザイン特別賞［未来づくり］」を「グッドフォーカス賞 [新ビジネスデザイン]」、「グッドデザイン特別賞［地域づくり］」を「グッドフォーカス賞 [地域社会デザイン]」、「グッドデザイン特別賞［復興デザイン］」を「グッドフォーカス賞 [復興デザイン]」に改名。
- 2019年（令和元年） 「グッドフォーカス賞 [復興デザイン]」を「グッドフォーカス賞 [防災・復興デザイン]」に改名。

## 歴史
当初は審査員が自らデザインの優れた商品を探し集めていたが、1963年（昭和38年）には公募形式になり、受賞点数が初めて百点を越えた。また、当初は一部の工業製品のみが対象だったが、1984年（昭和59年）にはすべての工業製品が対象になり、受賞点数が初めて千点を越えた。その後も次第に枠を広げ、建築や公共分野など幅広い領域を取り扱うようになっていった。
- 1957年（昭和32年） 通商産業省が「グッドデザイン商品選定制度」（通称Gマーク制度）を創設した。当時、日本企業による外国商品のデザイン盗用が外交問題となっていたため、デザインの創造を奨励することで盗用の防止を図った。意匠奨励審議会のグッドデザイン専門分科会で審査・選定を行う。事務局は特許庁意匠課で、1958年（昭和33年）には意匠奨励審議会、特許庁より通商産業省（現：経済産業省）デザイン課へと移管される。
- 1959年（昭和34年） 意匠奨励審議会の名称をデザイン奨励審議会に変更し、業界団体経由による勧誘方式を導入。当初から日本商工会議所はグッドデザイン商品選定事業に協力を開始したが、デザイナーの小杉二郎がグッドデザイン商品選定制度に反対、新聞に同制度の廃止を要求する寄稿を行っている。また日本インダストリアルデザイン協会 (JIDA) がグッドデザイン商品選定制度に反対し、声明文を発表している。
- 1961年（昭和36年） 通商産業省が「グッドデザイン商品選定要領」を改正し、審査権限がデザイン奨励審議会から通商産業省が委嘱するグッドデザイン審査委員会へと移管された。
- 1963年（昭和38年）
  - 年2回（上期5月上旬、下期10月上旬に新聞発表）の公募制に移行。
  - 繊維意匠センター、日本陶磁器意匠センター、輸出雑貨センター、日本機械デザインセンター、グッドデザイン商品選定事業に協力を開始。
  - 「家具部門」を新設。
  - ジャパン・デザイン・ハウスで「Gマーク商品展」を開催。
- 1964年（昭和39年） Gマーク商品総集を発行。
- 1967年（昭和42年） 年2回の公募制から年1回の公募制に移行。またグッドデザイン商品選定制度、品質検査を開始し、1997年まで継続した。
- 1969年（昭和44年） JIDPO、グッドデザイン商品選定協力事業を開始。
- 1970年（昭和45年） Gマーク証紙の管理業務を日本商工会議所からJIDPOへ移管。
- 1974年（昭和49年） 通商産業省はグッドデザイン商品選定事業をJIDPOへ業務委託開始。一部選定商品に対する「試買テスト」を開始。
- 1987年（昭和62年） シリーズ商品の一括応募受付を開始。品質検査を書類確認審査に改める。
- 1992年（平成4年） 審査会終了後に「内覧会」を開始。
- 1998年（平成10年）
  - 民営化。それまでこの制度の業務を委託されていた財団法人日本産業デザイン振興会（現・公益財団法人日本デザイン振興会）が主催者となった。同時に事業名が「グッドデザイン賞」に変更された[7]。
  - 審査会終了後に実施していた内覧会を一般公開にするほか、毎年、受賞者に配布していた「グッドデザイン商品集」を1998年（平成10年）から「グッドデザインアワード・イヤーブック」として一般書店等で販売開始。
- 2000年（平成12年） インターネットによる応募受付を開始。全受賞対象をデータベース化、ウェブサイトで全件閲覧可能になった。
- 2002年（平成14年） 書籍「私の選んだ一品」の発刊開始（書籍としては2009年まで、以後は展示会として継続）。
- 2006年（平成18年） グッドデザイン賞が毎日デザイン賞特別賞を受賞。
- 2007年（平成19年） 書籍「Gマーク大全」、「DESIGN JAPAN-50 creative years with the Good Design Awards」を発刊。
- 2008年（平成20年） タイ「エクセレンスデザイン賞」との連携を開始。
- 2011年（平成23年） 
  - これまで審査委員・グッドデザイン賞受賞者のみで実施していたグッドデザイン大賞の投票に「GOOD DESIGN EXHIBITION来場者」も加え、よりオープンな投票方式に変更。
  - 東日本大震災からの復興支援を目的とした特例措置枠を開始。
  - 特別賞審査会にゲスト審査委員を導入（2014年（平成26年）度まで継続）。
- 2012年（平成24年） 「ベスト100デザイナーズ・プレゼンテーション」を開始。
- 2013年（平成25年）
  - 二次審査会に応募者と審査委員による「対話型審査」を導入。
  - 「GOOD DESIGN EXHIBITION」の会場を東京ミッドタウンへ変更。
  - インド「インディアンデザインマーク」との連携を開始。
- 2014年（平成26年）
  - グッドデザイン・ジャパニーズファニチャーセレクションを開始。
  - シンガポール「シンガポールグッドデザインマーク」との連携を開始。
  - 香港に販売・発信拠点「GOOD DESIGN STORE」を開設。
- 2015年（平成27年） 東京都千代田区丸の内にコミュニケーションスペース「GOOD DESIGN Marunouchi」を開設。GOOD DESIGN STOREをタイ・バンコクにも展開した。

### その他
日本商工会議所は1968年（昭和43年）にGマーク認知率調査を実施、認知率64%（東京・広島地区 / 678世帯）。1978年（昭和53年）には、Gマーク消費者認識度調査を実施。認知率66%（東京地区 / 376世帯）。
- 1977年（昭和52年） グッドデザイン商品選定制度20周年を記念し、全国7都市で「創設二十周年記念Gマーク展」を開催した。
- 1981年（昭和56年） 日本産業デザイン振興会はGマーク意識度調査を実施。重要度は経営者が91%、広告・販売部門が89%、デザイン・設計・開発部門が86%であった。
- 1982年（昭和57年） グッドデザイン商品選定制度25周年を記念し「日本グッドデザイン」展（東京都千代田区、大丸東京店）を開催。当時の皇太子と同妃が来臨した。
- 1986年（昭和61年） グッドデザイン商品選定制度30周年を記念展・シンポジウム（ラフォーレ・ミュージアム飯倉）を開催した。
- 1989年（平成元年） デザインイヤーにあわせ「全国巡回展」を全国21都市で開催した。
- 1996年（平成8年） 制度創設40周年を記念し「時代を創ったグッド・デザインーGマーク40年スーパーコレクション」展を全国3都市（東京都、愛知県名古屋市、大阪府大阪市）で開催した。
- 2006年（平成18年）
  - 制度創設50周年を記念し、ミラノ・トリエンナーレにて「Japan Design - Good Design Award 50 Years」を開催。
  - 全国4都市（東京都、石川県金沢市、愛知県名古屋市、福岡県福岡市）で「Gマーク50年、時代を創ったデザイナーと100のデザインの物語」展を開催した。
- 2008年（平成20年） 「グッドデザイン・プレゼンテーション」を「グッドデザイン・エキスポ」に改名。Design HUBで受賞作品約100点を展示する「GOOD DESIGN EXHIBITION」を開催した。
- 2012年（平成24年） 二次審査会終了後に実施していた「グッドデザイン・エキスポ」を終了。「GOOD DESIGN EXHIBITION」を全受賞対象を展示するイベントに再編成。初年度は東京ビッグサイトで開催した。
- 2017年（平成29年） 日本国内初のグッドデザイン賞の公式ショップ&ギャラリー「GOOD DESIGN STORE TOKYO by NOHARA」を4月下旬、東京駅隣・KITTE丸の内（JPタワー）にオープンした。
- 2018年（平成30年） 東京以外で最新のグッドデザイン賞受賞作品を中心に紹介する初の大規模な企画展として、「GOODDESIGN AWARD 神戸展」を神戸ファッション美術館で開催した。

## グッドデザイン大賞
| 年度   | 受賞対象 | 企業                                                              | プロデューサー・ディレクター・デザイナー |
| ------ | --- | ----------------------------------------------------------------- | --- |
| 1980年 | レコードプレーヤー SL-10 | 松下電器産業 （現・パナソニック）                                 | 松下電器産業 （現・パナソニック） |
| 1981年 | カメラ XA2 | オリンパス光学工業（現・オリンパス）                              | オリンパス光学工業 |
| 1981年 | エレクトロニックフラッシュ A11                                                                                                   | オリンパス光学工業（現・オリンパス）                              | オリンパス光学工業 |
| 1982年 | ビデオテープレコーダ HR-C3 | 日本ビクター                                                      | 日本ビクター |
| 1982年 | ビデオカメラ GZ-S3 | 日本ビクター                                                      | 日本ビクター |
| 1982年 | ビデオモニター TM-P3 | 日本ビクター                                                      | 日本ビクター |
| 1983年 | カメラ T50 | キヤノン                                                          | キヤノン |
| 1984年 | 小型乗用車 シビック 3ドアハッチバック                                                                                            | 本田技研工業                                                      | 本田技術研究所 |
| 1985年 | ビデオモニター αTUBE TH28-DM03                                                                                                   | 松下電器産業 （現・パナソニック）                                 | 松下電器産業 （現・パナソニック） |
| 1986年 | 平机 Trygon TJ-1-128他 | 稲葉製作所                                                        | 稲葉製作所 |
| 1986年 | 移動式キャビネット Trygon TJ-C2                                                                                                  | 稲葉製作所                                                        | 稲葉製作所 |
| 1987年 | オーバーヘッドプロジェクター OHP313R                                                                                             | リコー                                                            | リコー |
| 1988年 | 小型乗用車 シルビア Q's | 日産自動車                                                        | 日産自動車 |
| 1989年 | ビデオ付テレビカメラ Handycam CCD-TR55                                                                                           | ソニー                                                            | ソニー |
| 1990年 | パーソナルコンピュータ NeXT MODシステム                                                                                          | NeXT Computer                                                     | frogdesign Hartmut Esslinger |
| 1991年 | モジュラー型ステレオ Beosystem 2500                                                                                              | Bang & Olufsen                                                    | Bang & Olufsen Lab |
| 1991年 | リモートコントローラー Beolink 5000                                                                                              | Bang & Olufsen                                                    | Bang & Olufsen Lab |
| 1992年 | 眼鏡 エア・チタニウム | Lindberg                                                          | DISSING+WEITLING architectfirm |
| 1993年 | パーソナルコンピュータ ThinkPad 710T                                                                                             | 日本アイ・ビー・エム                                              | 日本アイ・ビー・エム |
| 1993年 | パーソナルコンピュータ PS/55 T22SX                                                                                               | 日本アイ・ビー・エム                                              | 日本アイ・ビー・エム |
| 1993年 | パーソナルコンピュータ ThinkPad 220                                                                                              | 日本アイ・ビー・エム                                              | 日本アイ・ビー・エム |
| 1994年 | 普通乗用車 Volvo850 Estate Series                                                                                                | Volvo Car                                                         | Lars Erik Lundin |
| 1995年 | スーパーコンピュータ SX-4モデル32                                                                                                | 日本電気                                                          | NECデザイン |
| 1996年 | 工業化住宅 GENIUS 蔵のある家 | ミサワホーム                                                      | ミサワホーム |
| 1997年 | 金沢市民芸術村 | 金沢市 水野一郎 金沢計画研究所                                    | 水野一郎 金沢計画研究所 松本・斎藤建設工事JV 本田工務店 稲元工務店 |
| 1998年 | 自転車 トランジット T20SCX | ブリヂストンサイクル                                              | ブリヂストンサイクル |
| 1999年 | エンタテインメントロボット AIBO ERS-110                                                                                          | ソニー                                                            | 空山基 ソニーデジタルデザイン |
| 2000年 | 素材技術から出発した新しい商品デザインのあり方の提案 A-POC                                                                       | 三宅デザイン事務所                                                | 三宅一生 藤原大 |
| 2001年 | せんだいメディアテーク | 伊東豊雄建築設計事務所 仙台市                                     | 伊東豊雄建築設計事務所 |
| 2002年 | モエレ沼公園 | 札幌市役所                                                        | イサム・ノグチ イサム・ノグチ財団 ショージ・サダオ アーキテクトファイブ |
| 2003年 | 乗用車 プリウス | トヨタ自動車                                                      | トヨタ自動車 テクノアートリサーチ |
| 2004年 | こども向けテレビ番組 「ドレミノテレビ」                                                                                          | 日本放送協会                                                      | 日本放送協会 |
| 2004年 | こども向けテレビ番組 「にほんごであそぼ」                                                                                        | 日本放送協会                                                      | 日本放送協会 佐藤卓デザイン事務所 |
| 2005年 | インスリン用注射針 ナノパス33 | テルモ                                                            | テルモ |
| 2006年 | 軽乗用車 i（アイ HAL（パワードスーツ）                                                                                           | 三菱自動車工業                                                    | 三菱自動車工業 デザイン本部 |
| 2007年 | ニッケル・水素蓄電池 eneloop universe products                                                                                   | 三洋電機                                                          | 三洋電機 |
| 2008年 | 乗用車 iQ | トヨタ自動車                                                      | トヨタ自動車 |
| 2009年 | 岩見沢複合駅舎 | 北海道旅客鉄道                                                    | ワークヴィジョンズ 岩見沢レンガプロジェクト事務局 |
| 2010年 | エアマルチプライアー | ダイソン                                                          | ジェームズ・ダイソン |
| 2011年 | 東日本大震災でのインターナビによる取り組み「通行実績情報マップ」                                                                 | 本田技研工業                                                      | 本田技研工業 インターナビ事業室 |
| 2012年 | テレビ番組 「デザインあ」 | 日本放送協会                                                      | 岡本健（佐藤卓デザイン事務所） 阿部洋介 (tha) 岡崎智弘 (swimming) ミズヒロ |
| 2013年 | 該当なし | 該当なし                                                          | 該当なし |
| 2014年 | 産業用ロボット 「医療医薬用ロボット VS050 SII」                                                                                  | デンソー デンソーウェーブ                                         | 折笠弦（デンソー デザイン部） |
| 2015年 | パーソナルモビリティ 「WHILL Model A」                                                                                           | WHILL                                                             | 杉江理（WHILL 共同創業者） |
| 2016年 | 世界地図図法「オーサグラフ世界地図」                                                                                             | 慶応義塾大学 政策・メディア研究科 鳴川研究室 オーサグラフ株式会社 | 慶応義塾大学政策・メディア研究科 鳴川肇（オーサグラフ株式会社）・星鉄矢（株式会社ビーグルサイエンス） |
| 2017年 | カジュアル管楽器 [Venova] | ヤマハ株式会社                                                    | ヤマハ株式会社 デザイン研究所 川田学、勝又良宏 ヤマハ株式会社 デザイン研究所 辰巳恵三 |
| 2018年 | 貧困問題解決に向けてのお寺の活動 [ おてらおやつクラブ ]                                                                          | 特定非営利活動法人おてらおやつクラブ                              | 特定非営利活動法人おてらおやつクラブ 松島靖朗 |
| 2019年 | 診断キット ［結核迅速診断キット］                                                                                                | 富士フイルム                                                      | プロデューサー：富士フイルム株式会社 メディカルシステム事業部 ディレクター：富士フイルム株式会社 デザインセンター長 堀切和久 デザイナー：富士フイルム株式会社 デザインセンター 大野博利 池上彰彦                                                                               |
| 2020年 | WOTA BOX ［自律分散型水循環システム］                                                                                            | WOTA株式会社                                                      | プロデューサー：WOTA株式会社 前田瑶介 ディレクター：WOTA株式会社 山田諒、奥寺昇平 デザイナー：WOTA株式会社 竹村健司、江村祐美、株式会社346 三枝守仁、菅野秀 |
| 2021年 | 遠隔就労・来店が可能な分身ロボットカフェ [遠隔勤務来店が可能な「分身ロボットカフェDAWN ver.β」と分身ロボットOriHime（オリヒメ）] | オリィ研究所                                                      | オリィ研究所 共同創設者 代表取締役CEO 吉藤オリィ（プロデューサー） オリィ研究所 分身ロボットカフェプロジェクト プロジェクトマネジャー 鈴木メイザ（ディレクター） オヤマツデザインスタジオ デザイナー／代表取締役 親松実（デザイナー）                                          |
| 2022年 | 地域で子ども達の成長を支える活動 [まほうのだがしやチロル堂]                                                                      | アトリエe.f.t. 合同会社オフィスキャンプ 一般社団法人無限          | 吉田田タカシ 坂本大祐 株式会社コーバ（デザイナー） |
| 2023年 | 老人デイサービスセンター [52間の縁側]                                                                                            | 有限会社オールフォアワン 株式会社山﨑健太郎デザインワークショップ | プロデューサー：NPO法人わっか 宮本亜佳音 + ナノ・アソシエイツ 浅 雄一 デザイナー：山﨑健太郎デザインワークショップ 山﨑健太郎、中村健児 + 多田脩二構造設計事務所、多田脩二、深澤大樹 + 稲田ランドスケープデザイン事務所 稲田多喜夫 + ぼんぼり光環境計画 角舘まさひで、竹内俊雄 |
| 2024年 | 遊具研究プロジェクト [RESILIENCE PLAYGROUND プロジェクト]                                                                        | 株式会社ジャクエツ                                                | プロデューサー：株式会社ジャクエツ 德本達郎 ディレクター：医師 / オレンジキッズケアラボ代表 紅谷浩之 デザイナー：株式会社ジャクエツ スペースデザイン開発課 田嶋宏行 |

## Gマーク
グッドデザイン賞を受賞した製品等にはGマークを表示および刻印することができる。ただし、主催者保有の商標のため販促活動に使用する際には使用料が必要である。使用料は、企業・団体の規模や販売価格ごとの設定に応じた措置はあるものの、最低20万円を支払わなければPOPやパンフレットに使用することはできない（受賞発表後の1か月間を除く。受賞後10年目以降は無料）。
公式サイトに掲載された2020年（令和2年）の国内調査によると、Gマークの認知率は81.0%にのぼり、1億人以上の日本人に知られていることとなる。また、61.5%の生活者がグッドデザイン受賞企業を「センスの良い企業」として購入時の選択に影響を受けていることもわかり、宣伝効果は高いようである。さらに、商品の販売促進だけではなく、受賞した企業自体の社会的価値の向上にも寄与し、好イメージをもたらす効用もあり、企業と生活者とをつなぐコミュニケーションの役割を果たしている。
なお、Gマークは1958年（昭和33年）に亀倉雄策によって描かれたものである。

## 審査委員長
- 柴田文江 2018年度 -
- 永井一史 2015年度 - 2017年度
- 深澤直人 2010年度 - 2014年度
- 内藤廣 2007年度 - 2009年度
- 喜多俊之 2004年度 - 2006年度
- 川崎和男 2001年度 - 2003年度
- 中西元男 1998年度 - 2000年度
- 川上元美 1997年度